# Cliopsis krohnii
Cliopsis krohnii é uma espécie de molusco pertencente à família Cliopsidae.
A autoridade científica da espécie é Troschel, tendo sido descrita no ano de 1854.
Trata-se de uma espécie presente no território português, incluindo a zona económica exclusiva.